# تشارلز إليوت
تشارلز إليوت (بالإنجليزية: Charles Elliott)‏ (22 سبتمبر 1896 بشفيلد في المملكة المتحدة - 22 مارس 1940 بشفيلد في المملكة المتحدة) هو لاعب كرة قدم بريطاني (وحمل سابقاً جنسية المملكة المتحدة لبريطانيا العظمى وأيرلندا) في مركز الهجوم. لعب مع شيفيلد يونايتد ونادي يورك سيتي وRotherham Town F.C. (1899) ‏ وRotherham County F.C. ‏.